# 格拉西亚大道
41°23′34″N 02°09′49″E / 41.39278°N 2.16361°E

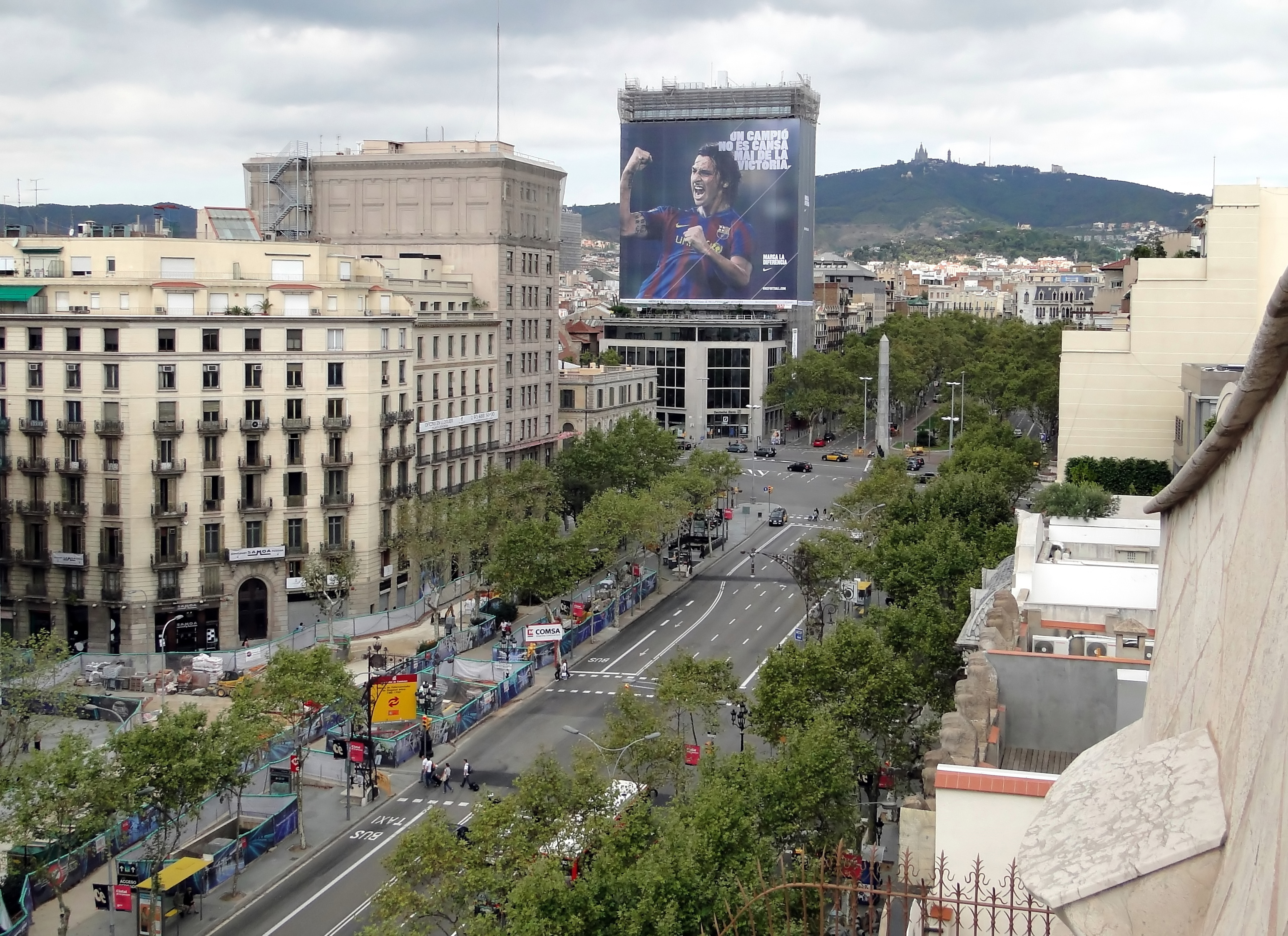
格拉西亚大道

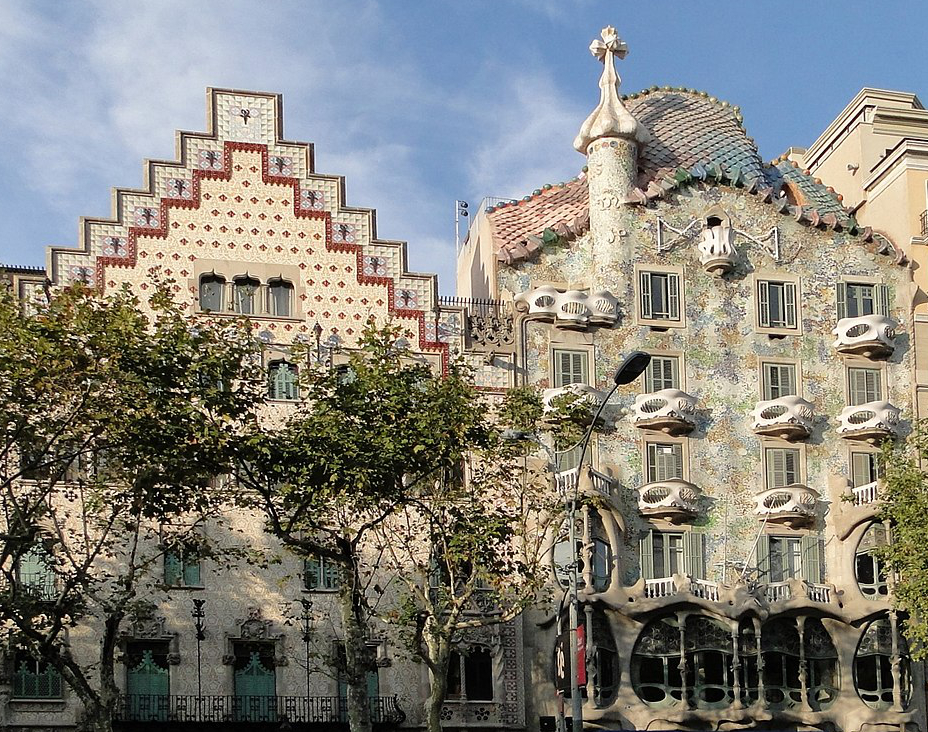
阿马特耶之家和巴特洛之家

格拉西亚大道（Passeig de Gràcia）是巴塞罗那主要大道，位于擴展区（Eixample）的中部，南起加泰罗尼亚广场，北到大格拉西亚街（Carrer Gran de Gràcia）。格拉西亚大道也是该市重要的购物区，根据租金或购房价格，格拉西亚大道目前是西班牙最昂贵的街道，甚至超过马德里的塞纳诺街。
格拉西亚大道拥有巴塞罗那一些最著名的建筑，例如米拉之家（Casa Milà）、以及包括阿马特耶之家（Casa Amatller）和巴特略之家（Casa Batlló）在内的“不和谐街区（Illa de la Discòrdia）”。